# 黃家棟
黃家棟（1529年—？），字國隆，號豫中，河南汝寧府息縣人，民籍，明朝政治人物。

## 生平
嘉靖三十一年（1552年）壬子科河南鄉試第二十四名舉人。隆慶二年（1568年）中式戊辰科會試第二百十一名，三甲第三百零九名進士。四年授河间县知县，秩满内召，邑御史李采菲为撰去思碑。萬曆元年（1573年）十二月选授贵州道试监察御史，三年七月升浙江佥事。

## 家族
曾祖黃元吉，縣丞 贈刑部主事；祖父黃經，遇例冠帶；父黃鄑，歲貢生。母翟氏。永感下。侄子黄杰，字式彦，萬曆己丑進士。